# トドメの接吻
『トドメの接吻』（トドメのキス）は、日本テレビ系「日曜ドラマ」枠にて2018年1月7日から3月11日まで、毎週日曜22時30分 - 23時25分に放送されたテレビドラマである。主演は山﨑賢人。本編終了後にキスされた後のパラレルワールドが描かれる「トドメのパラレル」がHuluで独占配信されている。

## あらすじ
ホストクラブ「ナルキッソス」のナンバーワンホスト「エイト」こと堂島旺太郎は、ある事件を機に人を愛さず、金と権力といった「目に見えるもの」しか信じないクズな男になってしまった。クリスマスイブの夜、100億の資産を持つ並樹グループの令嬢・美尊が友人に連れられナルキッソスに来店する。美尊を格好の金づると狙いを定めた旺太郎だが、突然サンタクロースのコスプレをした謎の女が現れ、むりやりキスをされた途端に命を落としてしまう。
意識が戻ると旺太郎は7日前に戻っていた。混乱しながらもすでに体験した7日を過ごし、再びクリスマスイブの日に来店するはずの美尊を落とす策を練っていた旺太郎だが、イブ当日になってまたも謎の女にキスされ7日前に逆戻りしてしまう。3度めのイブに何とかキス女の奇襲を逃れた旺太郎だが、美尊とはすれ違ってしまい、再び美尊にアプローチしようと大晦日に行われる並木家の乗馬クラブのパーティーに後輩ホストのカズマとともにもぐりこんだ。美尊の義兄・尊氏らから見下されながらも美尊に近づくチャンスをうかがうが、そこにまたもキス女が現れ旺太郎は逃げ出す。
しばらくキス女から隠れるように家に篭っていた旺太郎は、美尊の友人が来店したことをカズマから聞きホストクラブに出勤した。しかしクラブでは旺太郎のドリンクを飲んだ同僚が倒れてしまい、私物から毒が見つかったことで旺太郎が容疑者にされてしまう。警察から逃げだした旺太郎は背後から誰かに刺されるが、意識が遠のく中現れたキス女が「あなた、狙われてる」という言葉ともにキスをすると7日前に戻っていた。時間が戻った旺太郎は毒入りドリンクを飲もうとしている同僚を止めることに成功するが、彼自身が誰かに命を狙われているのは明らかだった。
その後も女からキスされるたびに時間をやり直しながら旺太郎は美尊に近づいていくが、キス女から逃れるのを手伝ってくれたストリートミュージシャン・春海一徳から、それは「タイムリープ」という能力だと教えられ、女はキスで時間を戻すことで旺太郎を様々な危険から救っていると示唆される。
キス女の正体が佐藤宰子という宅配のアルバイト店員だとつきとめた旺太郎は、タイムリープを利用して美尊を落とし100億を手に入れようと、宰子に「キスの契約」を持ちかける。

## キャスト

### ホストクラブ「ナルキッソス」
堂島旺太郎（どうじま おうたろう）〈22〉
演 - 山﨑賢人（幼少期：大西利空）
本作の主人公。イケメンナンバーワンホストであり、源氏名は「エイト」。以前は別のクラブで「セブン」の源氏名で働いていたが、同僚の客を平気で奪っていたため「出禁（出入り禁止）」となった。目的を果たすためなら何人もの女を利用し、その価値がなくなると切り捨てる。
12年前、父が船長を務めるクルーズ船「プロメテウス号」に弟・光太と一緒に乗っていた時に事故が起こり、船内に流れ込んできた大量の水に飲み込まれる。旺太郎は無事に救出されたが、同じく事故に巻き込まれた光太が消息不明になったことや、事故の責任を問われる形で実刑判決を受けた父の代わりに賠償金を払わざるを得ない状況に追い込まれたこと等が原因で「人は『愛』を求めると不幸になる」という考えを抱き、金や権力といった「目に見えるもの」に執着するクズ男になってしまった。
現在はアパートで一人暮らしをしており、家族と距離を置いていたが、宰子の説得により、母親を死の危機から救ったことと、父親から逃げずに話し合ったことで家族の絆を取り戻す。
宰子と「キスの契約」を結んだ後は、彼女の能力を利用して並樹家に食い込んで行き、美尊の好意を得ると、尊氏が宰子を誘拐したのを利用して尊氏を警察に逮捕させ、新井の協力により並樹グループの次期社長の座に就くことに成功する。その間ずっと献身的に尽くしてくれた宰子のことが気になってはいたが、必要なのは彼女の能力で愛ではないと思い込んでいた。美尊との結婚式当日、尊氏から自分を守って刺された宰子を助けるためにキスするが、何度キスをしてもタイムリープしなかったため彼女が死亡していることに気づき、彼女の亡骸を抱えながら涙を流す。
宰子の死後も「自分が幸せになるため」に、美尊との結婚を履行しようとしたが、旺太郎の部屋に現れた和馬の言葉により、自分が宰子を愛していたことに気づく。
春海がキスの能力を持っている事を知り、宰子を助けるためにキスしようとするが、「お前のことだから宰子を助けた後、どうせまた彼女を利用するんだろうな」と突き放され、「タイムリープをしても以前の世界は（パラレルワールドとして）残るため本当の意味で過去を変えることはできず、一度タイムリープによる介入で不幸になった人々はその不幸を抱えたままそれぞれの世界を生きるしかない」ということを教えられる。自らの欲のためにタイムリープを繰り返したことで多くの人の人生を壊してしまった事に気づいた旺太郎は、美尊に真実を告白して別れを告げるという形でけじめを付け、春海にキスするように頼み、3ヶ月前の12月31日にタイムリープする。
戻った世界では、美尊・尊氏・布袋・長谷部らが道を誤らないよう自身の言葉を伝え、まだ自分との関係を築く前の宰子に対しては感謝の言葉とともに、「もう俺のようなクズには騙されるな」と言い、二度と彼女を利用しないために別れを告げる。
その後、ホストを辞めた旺太郎は、協力してくれた春海に礼を言い、2人で街へと出て行くところで本編の幕は閉じる。
小山内和馬（おさない かずま）〈21〉
演 - 志尊淳
旺太郎の後輩ホストであり、源氏名は「カズマ」。
旺太郎とは、彼が「セブン」の源氏名で「ナルキッソス」とは別のクラブで働いていた頃からの付き合いで、「二人で新しいお店を開く」という夢を語っていたが、その一方で、旺太郎に対しては異常な好意をも抱いており、彼を盗撮した膨大な量の写真を自宅のアパートの部屋の壁に張り付けるストーカー行為にも及んでいた。しかし旺太郎が店を追い出されたことを「旺太郎が自分の元を去った」と思い込み、「ナルキッソス」で働く旺太郎を追いかけるように、自らも前の店を辞めて「ナルキッソス」で働き始めた。
その後も旺太郎に対して明るく振る舞いつつも、「旺太郎を殺した後、自らも命を絶つ（心中する）ことで、彼を自分だけのものにする」という歪んだ愛情を抱き、彼に毒入りの栄養ドリンクを飲ませる等の方法で殺そうと企み、旺太郎をキス女（宰子）から守る手助けをするふりをしながら執拗にその命を狙っていた。真相を知った旺太郎に拒絶されたことから「旺太郎の大切な人」である美尊を襲うなどの行動を起こし、結局、第3話の中盤にて、殺人未遂容疑で警察に逮捕されてしまった。
刑務所から出た後、ナイフを手に旺太郎と美尊の結婚式を行っている教会に現れ、そこで宰子が旺太郎を庇って死ぬのを目撃する。その後、旺太郎の部屋に現れて「愛する人を喪って苦しむ貴方を見たかった。結婚おめでとう、どうぞ不幸せに。」と伝えてその場を去った。
後に春海の能力でタイムリープした旺太郎に、彼が死んだふりをするという形で、愛する人を失うことがどれだけ悲しいことかを伝えられ、泣きながら彼に謝罪してナルキッソスから走り去った。
辻（つじ）
演 - 弓削智久
店長。

### ホテル王・並樹グループ
並樹尊氏（なみき たかうじ）〈22〉
演 - 新田真剣佑（幼少期：荒木飛羽）
日本企業トップのホテル王・並樹グループの御曹司で、美尊の義兄。1995年11月16日生まれ。並樹乗馬倶楽部の部長。並樹家とは養子縁組の間柄で、血縁関係は無いが、尊氏は「美尊達に愛されているだけで十分」と満足していた。
しかし、12年前に美尊らと一緒にクルーズ船「プロメテウス号」に乗っていた時、尊が京子に「美尊が産まれる事を知っていたら、尊氏を養子として引き取るつもりは無かった」と話しているのを偶然聞いてしまい、激しくショックを受けた尊氏は機関室に逃げ込む。強い怒りと悲しみに駆られた尊氏は、手に持っていた「ペガサスの置物」を力任せに放り投げ、その置物が機械に当たった衝撃で起きた爆発が、旺太郎と彼の家族をも巻き込んだ海難事故の原因となった。無事に生還した尊氏は、美尊の父・尊から「海難事故の原因を示す証拠である『プロメテウス号の防犯カメラの映像が記録されたビデオテープ』を処分する代わりに後継者の座を諦め、美尊を陰で支えて欲しい」と頼まれ、やむを得ず了承した。
第3話の終盤で、12年前に処分されたはずのビデオテープを新井が隠し持っていることを知り、更に彼が並樹グループの副社長になるための策略に協力するよう脅され、美尊に「養子縁組の解消」を告げた上で結婚を申し出る。
第4話以降には、一度は危篤状態から回復した尊が再び発作に襲われたのを見殺しにしたり、ビデオテープの存在を知った長谷部を布袋に襲わせる等、冷酷かつ横暴な一面を見せるようになる。
やがて旺太郎がプロメテウス号の事故の真実を暴こうとしていることや、愛ではなく財産目当てで美尊に近づいていることを知り、美尊を守るために旺太郎を潰すことを決心する。
春海から得た「宰子の力で過去に戻れる」という情報の真偽を確かめるために宰子を誘拐し、監禁場所に旺太郎を呼び出し過去に戻る方法を吐かせようとするも、旺太郎に挑発されたことで逆上、そのまま彼を殺そうとするも、タイムリープを利用した旺太郎の策略により警察に逮捕された。その後、脱獄し旺太郎と美尊の結婚式を行っている教会に現れて、旺太郎をナイフで刺そうとするが、彼を庇った宰子を誤って刺殺してしまう。
春海の能力でタイムリープした世界では旺太郎に「美尊の幸せを心から願うなら彼女に素直な気持ちを伝えてやれ」と言われ、ビデオテープを破壊されるのを目撃したことにより、並樹家から籍を抜いて警察署に出頭することを決め、美尊に船の事故は自分が起こしたと話す。その際、彼女の「どんなことがあっても離れたりしない」という思いを聞いて、彼女を優しく抱きしめながら「愛してる」という素直な気持ちを伝えた。
並樹美尊（なみき みこと）〈21〉
演 - 新木優子（幼少期：内田未来）
日本企業トップのホテル王・並樹グループの令嬢で、尊氏の義妹。1996年10月30日生まれ。宝城学園大学の学生。
当初は血のつながらない兄・尊氏に想いを寄せていたが、旺太郎がタイムリープの能力を利用し尊氏・美尊の間に割り込み、本来は尊氏が美尊にかけるはずだった言葉を「横取り」したり、様々な策略で彼女の気を引く行為をしたために、次第に旺太郎に惹かれてゆく。やがて尊氏の冷酷な一面を知るうちに尊氏からのプロポーズを断り、旺太郎と結婚したいと願うようになる。
一度宰子からキスをされてタイムリープし、そのことを旺太郎に話した時は彼からそれは夢だと言いくるめられる。宰子の能力や旺太郎が他の女を愛していることには薄々感づいていたが、旺太郎からのプロポーズを受け結婚式を挙げようとする。しかし、式の最中、義兄が宰子を刺殺し、嘆き悲しむ旺太郎を目撃してしまう。
宰子の死後に旺太郎に呼び出され、「成り上がるために宰子の能力を利用した」ことと、それにより尊氏達の人生を壊してしまったこと、そして旺太郎が本当に愛しているのは宰子だから美尊を幸せにはできない事を告げられる。それらを聞いて涙を流したが、今度は他人の幸せのために動く事を旺太郎に約束させる。
その後は自らが並樹グループの後を継ぎ、逮捕された尊氏が戻るのを待つとグループ役員たちの前で宣言した。
春海の能力によりタイムリープした世界では、尊氏から過去の罪を告白されたがそれを受け入れ、自分もずっと兄が好きだった事を伝えて何があっても離れないと誓う。
並樹尊（なみき たかし）
演 - 山田明郷
尊氏・美尊の父であり、並樹グループの社長。病気療養中であったが、第3話の終盤で危篤状態に陥る。
尊氏を養子として迎え入れたのは、美尊が産まれる事を知る前であり、「会社は、美尊か美尊の伴侶に継がせる」と決めている為、「尊氏を後継ぎにする」という新井の方針には反対している。
第4話で、発作により息を引き取った。
並樹京子（なみき きょうこ）
演 - 高橋ひとみ
尊氏・美尊の母。
新井郡次（あらい ぐんじ）
演 - 小市慢太郎
並樹グループの社長秘書。尊氏の実母の兄弟。
12年前の海難事故の後、社長の尊から「プロメテウス号の防犯カメラの映像が記録されたビデオテープ」を渡され、それを処分するよう命じられていた。しかし、密かに「並樹グループの副社長」としての地位を狙っていた新井は、そのビデオテープを自らの野望のための「道具」として利用する事を画策する。そして尊や尊氏に対しては証拠が全て抹消されたかのように装いつつも、実際には、尊から渡されたビデオテープを今なお隠し持っていた。第3話で尊氏にその事実を明かした上で自らの計画に協力するよう、ビデオテープをネタに要求する。
旺太郎が12年前の海難事故の関係者であることを把握しており、彼が美尊や並樹家に何度も接触を試みている目的が「海難事故の真相を探ること」ではないかと警戒していたが、尊氏失脚後は、次期副社長の椅子目当てで彼に協力する。
後に春海の能力でタイムリープした旺太郎によってビデオテープを奪われ、その場で破壊されたことで尊氏を脅せなくなった。

### 並樹乗馬倶楽部
長谷部寛之（はせべ ひろゆき）〈21〉
演 - 佐野勇斗（幼少期：宮下柚百）
大手クルーズ会社の御曹司であり、並樹乗馬倶楽部の副部長。尊氏・美尊とは幼馴染で、美尊に恋愛感情を抱いている。
第6話で父が所持していた沈没事故の証拠テープのコピーの存在を知ったことで命を狙われ、何度も殺害されるが、そのたびに旺太郎がタイムリープして救っている。そのことを長谷部本人は気づいておらず、旺太郎も長谷部の命のためというよりは、証拠テープ保全のためにやっていた。
尊氏逮捕の折には、旺太郎に、美尊のもとへ行くように指示され、そこでプロメテウス号の事故の真相と、尊氏が布袋に自分を襲わせたことを彼女に打ち明けた。
春海の能力によりタイムリープした世界では、旺太郎に「お前はお人好しすぎるから社会に出て揉まれろ」と言われ、「ナイトデリバリーサービス」でアルバイトを始める。
布袋道成（ほてい みちなり）〈21〉
演 - 宮沢氷魚
父が並樹グループの顧問弁護士。子供の頃から公私共に並樹グループの世話になってきた。尊氏に異常なまでの忠誠心を抱いており、旺太郎からは「（尊氏の）信者」と揶揄されている。
12年前の海難事故の原因を示す証拠であるビデオテープを隠滅しようとする尊氏の命令を受けて並樹乗馬倶楽部で旺太郎・長谷部を襲い、その後は自首し勾留所に入れられたが、自分が尊氏の役にたったことを喜んでいる。
春海の能力でタイムリープした旺太郎からは「尊氏だって間違えることがあるんだから、その時は間違ってるとはっきり言ってやれ」と言われる。
森菜緒（もり なお）〈21〉
演 - 堀田茜（幼少期：須田琥珀）
美尊の友人。子供の頃、事故にあったクルーズ船に美尊らと乗っていた。
青田真凛（あおた まりん）〈21〉
演 - 唐田えりか
美尊の友人。大学の友人たちに内緒で源氏名「ミカ」としてホステスをしているが、それを理由に旺太郎から脅されて、美尊に近づく協力をさせられた。
小柳奈々子（こやなぎ ななこ）〈21〉
演 - 山本亜依

### その他
佐藤宰子（さとう さいこ）〈22〉
演 - 門脇麦（幼少期：豊嶋花）
本作のヒロイン。旺太郎の前に突如現れた「キスで殺す女」。
12年前、プロメテウス号の事故前に船内で負傷し、旺太郎に助けられた少女であり、海難事故が発生した後、旺太郎の弟・光太の名前が書かれた白い上履きを握った状態で救助される。救助された時点で既に心肺停止状態であったが、病院に搬送されてから7日後に奇跡的に蘇生した。祖母から「上履きの持ち主」について尋ねられた際、旺太郎や光太の生死を知るのが怖くなり、「心当たりが無い」と答えていた。
学生時代、同じ学校の男子生徒から告白され、相手にキスをして教室に戻ろうとした際、その男子生徒が突然苦しみだして死亡し、自らも何が起きたのか分からないまま死んでしまう。その後、何故か「告白される7日前」の学校で目を覚まし、「キスをした直後に死んだ」はずの男子生徒も生きていたが、彼がクラスメイト達に「宰子にキスをされると『奇妙な夢』を見る」と告げ口し、瞬く間にその噂が学校内に広まり孤立してしまい、それ以降は「自分の事を知る人が誰もいない土地で、なるべく他人と関わらず静かに暮らす」事を望むようになった。
現在は宅配サービス「ナイトデリバリーサービス」のアルバイト店員で、「ナルキッソス」には届け物のたびに出入りしている。
タイムリープの際に自分と相手の双方に死の苦痛を与えるキスの能力を憎んでいたが、和馬の手によって旺太郎が死の危機に瀕する場面を毎回見てしまっていたため、「何もせずとも死ぬ相手なのだから」と、自らの能力を使い旺太郎を救っていた。そのため、当初は命の危機を脱したにもかかわらず金のためにタイムリープしようとする旺太郎に対しては拒絶の反応を見せていたが、宰子の祖母が死ぬ前に、旺太郎が宰子の祖母と会わせてくれたことをきっかけに彼に協力するようになる。
旺太郎の母を救わせたり、旺太郎が家族との絆を取り戻すきっかけを作ったりと、旺太郎に協力するうちにいつしか彼のことを愛するようになっていたが、「旺太郎が美尊を愛せるようになってくれるなら、自分は彼から愛されなくてもいい」と本気で思っているため、旺太郎には自分の気持ちを伝えずにいる。
「尊氏は自分と同じで、愛する人から愛してもらえない」という理由で、尊氏への被害届を取り下げてもらうために警察署へ行くが、そこで彼が脱走したことを知り、慌てて教会へ駆け込む。そして尊氏が旺太郎をナイフで刺そうとしているのを目の当たりにし、旺太郎を庇って尊氏に刺される。最期は尊氏を優しく抱きしめて倒れ込み、そのまま息を引き取った。
春海の能力によってタイムリープした世界では、未来から来た旺太郎と出会い、感謝の言葉を伝えられ、涙を流した。
堂島光太（どうじま こうた）
演 - 嶺岸煌桜
旺太郎の弟。12年前のクルーズ船沈没事故に巻き込まれ行方不明となる。
父親から禁じられていたにもかかわらず旺太郎が光太を誘って内緒で船に乗り込み、また事故にあったとき、旺太郎は宰子を助けるために弟の手を離していて、そのため光太が先に水に飲み込まれてしまった。
こうした事情から、弟が死んだのは自分のせいだという旺太郎の罪悪感の元になっている。
堂島旺（どうじま あきら）
演 - 光石研
旺太郎の父。船長をしていた12年前のクルーズ船沈没事故で数名の死者・行方不明者を出したことで「業務上過失致死」の罪に問われ、懲役5年の実刑判決が言い渡される。
刑期を終えて出所した直後に消息を絶っており、旺太郎ら家族もその行方を知らない。
第6話で、クルーズ船の機関室が撮影されたビデオテープが無くなっているのを不審に思い、出所後にビデオテープのコピーを探すために香港を訪ねていた事が判明する。
旺太郎がテープをネタにして悪事を働かないか心配になり、彼にテープを渡さないようにと長谷部に言うために、長谷部に会いに行こうするが、尊氏の策略で長谷部殺害の罪で逮捕されてしまう。旺太郎がタイムリープして長谷部殺害の真犯人である鮫島を止めたことで、長谷部の死、及び旺の逮捕が無かったことになった後、宰子に説得された旺太郎と話し合い、彼から預かった光太の靴を光代に渡すとともに、旺太郎たちの前から姿を消したことを彼女に謝罪する。
堂島光代（どうじま みつよ）
演 - 奥貫薫
旺太郎の母。行方不明の光太が生きていることを信じており、捜索が打ち切られた後も街頭でビラ配りをして情報提供を呼び掛けている。
第5話で初めて旺太郎のアパートを訪ねるが、「光太を探すためのお金を無心しに来た」と思い込んだ旺太郎から冷たくあしらわれる。その後も街頭でビラ配りを続ける中、風で飛ばされたビラを追いかけて転倒し、頭部に致命傷を負う。一度は搬送先の病院で死亡するが、宰子の説得を受けてタイムリープした旺太郎に、転倒する直前に救われる。その際、海難事故に遭ったクルーズ船の内部から、事故発生時の機関室の映像が記録されたビデオテープが無くなっていることや、夫の旺が冤罪である可能性が有ることを旺太郎に明かす。
その後、街頭でビラ配りをしていたところ、旺と再会し、彼に光太が履いていた靴を渡されたことで、涙を流しながら光太の死を受け入れた。
根津功一（ねづ こういち）
演 - 岡田義徳
興信所の職員。光代から光太と旺の捜索を依頼されている。
春海一徳（はるみ いっとく）〈22〉
演 - 菅田将暉（友情出演）
橋の下でホームレスたちと生活を共にしているストリート・ミュージシャン。
どこかで入手した宰子の写真を持ち歩いている。
飄々としていながらタイムリープの秘密に気づいていて、旺太郎や宰子にたびたび助言を与える。しかしタイムリープをやりすぎると代償があるという彼の忠告を旺太郎が無視しているうちに、尊氏にも接近して宰子の能力をほのめかすようになる。
実は他人とキスすることで3ヶ月前にタイムリープできる能力を持っている。高校生の頃、莫大な借金を抱えた父親の放火による一家心中から生き延びた後にこの能力が発現し、当初は亡くなった母親と姉をキスの能力で助けようと様々な女とキスを試みたが、何度やっても父親が家に放火した後の時間にしか戻れなかった。やがて同じ能力持つ人間がいるとの噂を聞き、宰子を探してこの街へと流れ着いた。
旺太郎や宰子に出会った後は、「タイムリープの能力で人は幸せになれるのか」という事を考え始め、彼らを観察するようになる。美尊との結婚を決めた旺太郎の元から宰子が離れた折には、彼女を誘って新婚旅行と称してビルの屋上で持てなし、これ以上旺太郎に巻き込まれないよう忠告する。
宰子の死後、悲しみに暮れる旺太郎には自らの身の上と体験を聞かせ、「自分が犯した過ちはタイムリープでも無かったことにはできない」と諭す。しかし全てを精算してケジメをつけ、覚悟を決めた旺太郎にキスをしてくれと頼まれたことで、彼とともに3ヶ月前の12月31日へとタイムリープする。

### ゲスト
第1話
長谷部健造（はせべ けんぞう）
演 - 井上肇（第6話）
大手クルーズ会社社長。12年前のクルーズ船「プロメテウス号」の持ち主で、パーティーで進行役をつとめていた。寛之の実父。
羽生幸雄
演 - ノモガクジ
柿崎（かきざき）
演 - 笠松将（第2話）
ホストクラブ「ナルキッソス」のホスト。和馬が仕込んだ旺太郎が飲むはずだった毒入り栄養ドリンクを飲んでしまって、一度は意識不明に陥る。
リホ
演 - 釈由美子
旺太郎の常連客。元キャバ嬢のエステティシャン。
楠田ミヤコ（くすだ みやこ）
演 - 井上晴美
旺太郎の常連客。不動産会社の女社長。
スミレ
演 - ふせえり
旺太郎の常連客。アパレル会社の女社長。
警官
演 - 石井智也（第2話）
旺太郎に助けを求められた交番の警官。
枝野聡史（えだの さとし）
演 - 川口力哉（最終話）
枝野リゾート開発の御曹司。無類の女好き。美尊の見合い相手だったが、旺太郎が仕組んだリホと密会している一部始終が映っている動画を並樹乗馬倶楽部のパーティー会場で暴露され、見合いも白紙となった。
最終話で、旺太郎が3ヶ月前の12月31日に戻った際にも、第1話と同じ形で登場し、リホと密会している一部始終が映っている動画を並樹乗馬倶楽部のパーティー会場で暴露されそうになったが、旺太郎が自ら仕組んだことを認めた。
第2話
ヒロミ
演 - 小林きな子（第3話・第6話）
宰子と同じアルバイト先で勤務している。
第3話
宰子の祖母
演 - 大方斐紗子（第4話・第5話）
宰子に告白した男子生徒
演 - 藤原薫
第4話
卯月一子（うづき かずこ）
演 - 大西礼芳
旺太郎の幼馴染のフリをして美尊を騙すことに協力する。
第7話
ナルキッソスの客
演 - ゆりやんレトリィバァ
鮫島
演 - 荒井敦史（第8話）
長谷部が入院した病院の看護助手。尊氏の命令で長谷部の周辺を見張り、長谷部を刺殺した。

## スタッフ
- 脚本 - いずみ吉紘
- 音楽 - Ken Arai
- 主題歌 - 菅田将暉「さよならエレジー」（EPICレコードジャパン）[10]
- 制作協力 - AXON
- チーフプロデューサー - 西憲彦
- プロデューサー - 鈴木亜希乃、渡邉浩仁、岡宅真由美
- 演出 - 菅原伸太郎、明石広人
- 制作著作 - 日本テレビ

## 放送日程
| 各話                                                                        | 放送日  | サブタイトル                                                                       | ラテ欄                                                                | 演出       | 視聴率 |
| --------------------------------------------------------------------------- | ------- | ---------------------------------------------------------------------------------- | --------------------------------------------------------------------- | ---------- | ------ |
| 第1話                                                                       | 1月07日 | 愛が歪んだクズ男のキスと死。 そして、100億の女。                                   | 落とせ百億の女! 金と権力を狙うNo.1 ホストに贈られたのは死のキス!?     | 菅原伸太郎 | 7.4%   |
| 第2話                                                                       | 1月14日 | なぜ…殺される!? さらに加速する旺太郎の転落。 殺人未遂で逮捕!?                      | なぜ俺は殺される? 百億の令嬢狙う男に迫る真犯人の影…!? 衝撃ラスト必見  | 菅原伸太郎 | 6.5%   |
| 第3話                                                                       | 1月21日 | 奪え!キス女の唇。 キスの能力で、 狙われた100億の命を救えるか!?                     | 愛なきキスの契約!?神の力で百億の令嬢を救え! 襲いかかる黒幕 狂気の刃!  | 菅原伸太郎 | 7.1%   |
| 第4話                                                                       | 1月28日 | 成り上がるための"キスの契約"。 プロポーズを阻止して100億を落とせ。                 | 血の繋がらない兄のプロポーズ!? 闇に堕ちた御曹司… 新たな敵に逆転なるか | 明石広人   | 6.7%   |
| 第5話                                                                       | 2月04日 | キスでは変えられない過去。 母親の命と尊氏を潰す証拠のテープ。 旺太郎の選択は…!?    | ぶち壊せ婚約披露! 人生を変えるチャンスと母に迫る死の危険… 運命の選択  | 菅原伸太郎 | 7.3%   |
| 第6話                                                                       | 2月11日 | 長谷部死す! タイムリープでも救えない死の謎。 そして繰り返すタイムリープの罠とは…!? | 主人公、死亡!?キスしても戻らない… 運命を知る2人切なすぎるラスト5分    | 明石広人   | 5.9%   |
| 第7話                                                                       | 2月18日 | 旺太郎死す! 14回目のタイムリープの接吻の相手は誰!? 宰子の健気すぎる決意とは!?      | 償いとは? 健気すぎる決断… 究極の愛は禁断の選択! 運命のキスに託す思い  | 菅原伸太郎 | 7.3%   |
| 第8話                                                                       | 2月25日 | 父・旺、長谷部を殺害!? 12年前に云えなかった 父の本当の想いとは…!?                  | 敵陣に乗り込め! 百億の豪邸で直接対決! 御曹司が仕掛ける最大の罠とは    | 菅原伸太郎 | 6.5%   |
| 第9話                                                                       | 3月04日 | 尊氏の歪んだ愛の行方は…? 旺太郎に訪れるキスの代償とは…!?                           | 哀しい最後のキス! 失う時が、本当の愛を知る時… 最終対決が残す悲劇とは  | 明石広人   | 7.1%   |
| 最終話                                                                      | 3月11日 | やっと気づけた宰子への本当の愛。 旺太郎がする切なすぎる決断とは…?                  | 感動の結末! 彼女の幸せを願う、切なすぎる決断とは                      | 菅原伸太郎 | 7.5%   |
| 平均視聴率 6.9%（視聴率はビデオリサーチ調べ、関東地区・世帯・リアルタイム） |         |                                                                                    |                                                                       |            |        |